# Маллен, Эдуард
Эдуард Коннелли Маллен (англ. Edward Connelly Mullen; род. 22 июня 1949) — британский дзюдоист, бронзовый призёр первенств Европы среди юниоров 1968 и 1969 года, победитель и призёр международных турниров, бронзовый призёр командного чемпионата Европы 1972 года, бронзовый призёр чемпионата Европы 1970 года, участник летних Олимпийских игр 1972 года в Мюнхене. Выступал в лёгкой (до 63 кг) и полусредней (до 70 кг) весовых категориях.
На Олимпиаде Маллен выступал в лёгкой весовой категории. Он в первой же схватке проиграл представителю КНДР Ким Ён Ику. В утешительной серии британец победил канадца Алана Сакаи, но проиграл французу Жан-Жаку Мунье и выбыл из борьбы, заняв итоговое 9-е место.